# Adolf Kleemann
Adolf Kleemann  (* 2. Dezember 1904 in Waldsassen, Oberpfalz; † 11. September 1989 in Starnberg) war ein deutscher freischaffender Maler und Grafiker.

## Leben
Adolf Kleemanns väterliche Druckerei bestimmte 1925 seinen Eintritt in die Staatliche Kunstgewerbeschule München. 1930 folgte die Immatrikulation an der Münchner Akademie, wo sein Lehrer Franz Klemmer im selben Jahr die Professur für religiöse Malerei antrat als Nachfolger von Carl Johann Becker-Gundahl. Dessen monumentale Malerei und Klemmers neue Sachlichkeit vermittelten handwerkliches und künstlerisches Können. 1937 entstand in dieser Tradition das Deckenfresko Auferstehung in St. Peter und Paul Holzkirchen, heute zur Gemeinde Wechingen gehörig.
1934 war Kleemann zu Olaf Gulbransson gewechselt, der ihm als Meisterschüler mit Atelier eine Zuflucht bot. Kleemann war als Nazigegner gefährdet unter Professoren, die der Ausstellung „Entartete Kunst“ (1937 Haus der Kunst, München) zugestimmt hatten. Seine Ehe mit Marianne, der Tochter des Schweizer Malers und Mitbegründers der Münchner Sezession, Wilhelm Ludwig Lehmann, bestärkte die künstlerische Entwicklung. Entscheidend für Weltsicht und Werkgestaltung wurde am Wohnort Gauting der evangelische Vikar Walter Hildmann, Anhänger der Bekennenden Kirche.
1940 endete die malerische Arbeit durch Gestapohaft im Wittelsbacher Palais (München), Krieg gegen die Sowjetunion (Flakbataillon) und Gefangenschaft in Westsibirien (Oblast Swerdlowsk). 1947 entlassen, fand er dank des Münchner Studiums neue Auftraggeber.
Das Bayerische Landesamt für Denkmalpflege und die Evangelisch-Lutherische Kirche in Bayern schätzten seine in Kriegserlebnissen vertiefte Religiosität wie die Kompetenz für vielfältige malerische Mittel und Techniken, auch bei Restaurationsprojekten.
Er ist begraben auf dem Waldfriedhof Gauting mit anderen Malern der Gautinger Künstlerkolonie wie August Bresgen und Hans Olde der Jüngere.

## Werke (Auswahl)
- Glasfenster: in Hauzenberg (St. Markus, 1958), Ehringen (St. Oswald, 1960), Buxach (Dreieinigkeitskirche, 1960), München (Evangeliumskirche, 1962), Lindau (St. Stephan, 1965).

- Wandbilder in Fresko: Holzkirchen (St. Peter u. Paul, 1950), Reutti (St. Margareta, 1952), Garmisch (Christuskirche, 1954).

- Mosaik – Sgraffito: Tann (Dreieinigkeitskirche, 1959), Gauting (Caritas-Wohnstift, 1969). Marktoberdorf (Johanneskirche, 1961), Gauting (Asklepios-Klinikum, 1967).

- Altarbilder in Öl: Amberg (8 Ölbilder auf Goldgrund 1957), Schweinfurt (St. Johannis, 1959), Fessenheim  (Stephanuskirche, 1959).

Diese Werke schuf er, ähnlich seinen Kommilitonen, z. B. Max Spielmann, im Paradigma der klassischen Maltradition. Die radikale Kehre zur Moderne vollzog er in der Begegnung mit dem Bauhaus. 1951–1981 entwickelte er daraus Theorie wie Didaktik des Kurses „Linie Fläche Farbe“ als Dozent der Volkshochschule Starnberger See. Dabei boten der Farbkreis von Johannes Itten und das Malklavier nach Paul Klee elementare Regeln im Unterricht von Kunstliebhabern aller Schichten wie im Schaffen des Künstlers: Nicht Zufälligkeiten, sondern Konstruktion und Intuition führten zu über 1000 Bildern abstrakter Malerei. Eine Auswahl „Gottes Wirken und des Menschen Tun“ wurde 2009 in St. Johannis, Schweinfurt, gezeigt in Konfrontation zum Altarbild aus den frühen Werken.